# Platycalyx
Platycalyx es un género con una especies de plantas de flores perteneciente a la familia Ericaceae. 
Está considerado un sinónimo del género Erica

## Especies seleccionadas
| - Platycalyx pumila N.E.Br. |